# アリミヌーザ
アリミヌーザ（イタリア語: Aliminusa）は、イタリア共和国シチリア自治州パレルモ県にある、人口約1,200人の基礎自治体（コムーネ）。

## 地理

### 位置・広がり
パレルモ県のコムーネ。県都パレルモから南東へ46kmの距離にある。

#### 隣接コムーネ
隣接するコムーネは以下の通り。
- カッカモ
- チェルダ
- モンテマッジョーレ・ベルシート
- シャーラ
- スクラーファニ・バーニ